# Mount Wood (Montana)
Mount Wood je hora v Stillwater County, na jihu Montany, ve Spojených státech amerických. 
S nadmořskou výškou 3 859 metrů je druhým nejvyšším vrcholem ve státě Montana. 
Hora leží ve středo-severní části pohoří, 12 kilometrů severně od nejvyššího vrcholu pohoří a Montany Granite Peak. Mount Wood je součástí Yellowstonské oblasti, leží v severních amerických Skalnatých horách, přibližně tři desítky kilometrů severně od Yellowstonského národního parku.